# Abu al-Chajr-chan
Abu al-Chajr-chan (albo Abu al-Chajr, Abu'l-Chajr) (ur. 1412, zm. 1468) – chan Uzbeków z dynastii Szejbanidów, panujący w latach 1428–1468.
W chwili jego narodzin ułus Szejbanidów był podzielony pomiędzy liczne oddzielne księstwa. W 1427 w bitwie ze zbuntowanymi emirami zginął Jumaduk-chan, któremu Abu al-Chajr podlegał. Jako członek jego klanu dowodził on w niej lewym skrzydłem jego armii i w wyniku klęski dostał się do niewoli, ale później go zwolniono. W następnym roku, przy poparciu liderów głównych uzbeckich plemion i naczelnika ułusu Mangitów Wakkasa Bija Abu al-Chajr został obwołany chanem w mieście Tura w zachodniej Syberii, które pozostało jego miejscem letniego obozowania, czyli sezonową stolicą, aż do 1446. W ciągu następnych czterech lat Abu al-Chajr rozciągnął swoją władzę nad większością ułusu Szejbanidów.
Zimą 1430/1431 Abu al-Chajr zaatakował Chorezm, należący do Szahrocha (1405–1447), syna Timura. Rozpoczął jednak okupację jedynie północnej części Chorezmu, która niegdyś wchodziła w skład ułusu Dżocziego. Żądając kapitulacji od gubernatora Urgenczu miał podobno twierdzić, że powinien on należeć do potomków Dżocziego. Gubernator uciekł na południe, zaś Urgencz został splądrowany przez Uzbeków. Latem 1431 Uzbecy opuścili jednak Chorezm, podobno z powodu nadmiernych upałów i wybuchu zarazy. Innym powodem mogło być jednak zagrożenie ze strony Dżoczydów z Astrachania, Ahmada-chana i Muhammada-chana, których ostatecznie Abu al-Chajr pokonał jeszcze w tym samym roku. W 1435/1436 Abu al-Chajr ponownie zaatakował i splądrował Chorezm. W 1440/1441 grupa Uzbeków, być może niepodlegająca Abu al-Chajrowi, napadła na Astarabad. W rezultacie Szahroch musiał utrzymywać silne oddziały wojskowe w celu obrony regionu. W 1446 Abu al-Chajr podbił tereny w środkowym biegu Syr-Darii, wraz z kilkoma miastami stanowiącymi ważne ośrodki handlu Złotej Ordy z Turkiestanem. Jedno z nich, Sygnak, stało się jego stolicą, a tym samym granica pomiędzy Uzbekami i terytorium Timurydów przesunęła się na północ od miasta Turkiestan.
Po śmierci Szahrocha w 1447 Abu al-Chajr skorzystał z tego że jego syn, Uług Beg (1447–1449), walczył z innymi Timurydami o Herat i zaatakował Mawarannahr, plądrując okolicę samej Samarkandy, której jednak nie zdobył. Latem 1451 timurydzki książę Abu Sa’id (1451–1469), który powstał przeciwko wnukowi Szahrocha, Abdollahowi (1450–1451), poprosił Abu al-Chajra o pomoc. W bitwie w pobliżu Samarkandy w tym samym roku mniej liczne oddziały Uzbeków i Abu Sa’ida pokonały armię Abdollaha, który zginął. Abu Sa’id zajął miasto, nie wpuścił jednak do niego Uzbeków, których wynagrodził drogimi prezentami. Córka Uług Bega Rabi'a Sultan Begum poślubiła Abu al-Chajra i Uzbecy wrócili na stepy. Ich chan interweniował w waśnie pomiędzy Timurydami jeszcze tylko raz, w roku 1460, kiedy wysłał oddziały na pomoc zbuntowanemu przeciwko Abu Sa’idowi wnukowi Uług Bega Mohammadowi Dżuki Mirze. Przysłani mu Uzbecy zajęli się jednak głównie plądrowaniem i opuszczony przez nich Mohammad musiał się poddać.
Około 1457 Abu al-Chajr doznał poważnej klęski z rąk Ojratów, atakujących kipczackie stepy z rejonu rzeki Czu. Po pokonaniu go w bitwie w pobliżu Sygnaku zmusili go oni do ucieczki do jego stolicy, a następnie spustoszyli posiadłości zarówno jego, jak i Timurydów. Około 1465/1466 Keraj i Dżanibek, dwóch potomków Ordy, syna Dżocziego, odłączyło się od Abu al-Chajra wraz z podległymi im ludźmi, by w przyszłości dać początek Kazachom (to jest „uciekinierom”). W 1468 do obozu Abu al-Chajra przybył kolejny Timuryda, Hosejn Bajghara (1469 – 1506), który prosił go o wsparcie przeciwko Abu Sa’idowi. Chan rozkazał armii wymarsz, ale poważnie chory zmarł przed jej wyruszeniem wskutek paraliżu. Inne wersje mówią o tym, że miał on umrzeć w trakcie wyprawy na Mogolistan, albo zabity przez spokrewnionych z nim Kazachów. W każdym razie jego śmierć nastąpiła w 1468.
Po śmierci Abu al-Chajra jego państwo rozpadło się, jednak jego wnuk, Muhammad Szejbani (1500–1510), stając na czele Uzbeków podbił niemal cały Turkiestan. Tym samym Abu al-Chajr jawi się jako ważna postać, której działania zapoczątkowały łańcuch wydarzeń prowadzących do przemieszczenia się Uzbeków na tereny Azji Środkowej i powstania dzisiejszego Uzbekistanu.